# Bonapartismus
Der Bonapartismus, auch Napoleonismus, ist eine autoritäre Herrschaftsform und die diese Herrschaftsform legitimierende Ideologie des 19. Jahrhunderts, die sowohl im Gegensatz zum Ancien Régime als auch zum bürgerlichen Parlamentarismus stand. Die Bonapartisten setzten sich für das Regierungssystem Napoleons I. und für die Thronansprüche der Familie Bonaparte ein. Sie trugen wesentlich zum Aufstieg Napoleons III. bei und hatten noch nach dessen Sturz auf das Militär und die Beamtenschaft großen Einfluss. Erst in den 1880er Jahren verlor der Bonapartismus an Bedeutung.

## Definition

### Geschichtswissenschaft
Die Geschichtswissenschaft definiert den Bonapartismus als ein politisches System, das sich durch eine „besondere, volksbezogene und immer wieder auf den Volkswillen rekurrierende Form der Diktatur im monarchischen Gewand“ auszeichnete und zum sogenannten „demokratischen Cäsarismus“ zählte, „wie er z. T. schon durch den ersten Napoleon praktiziert oder aber auch durch die spätere Napoleonlegende ihm zugeschrieben worden ist“.

### Marxismus
Das marxistische Deutungsmuster des Bonapartismus ist das prominenteste. Nach marxistischer Lesart ist für den Bonapartismus kennzeichnend, dass er dem Bürgertum die Freisetzung der Wirtschaftskräfte gegen eine zusehends erstarkende Industriearbeiterschaft sicherte, ihm aber die eigentliche politische Macht vorenthielt, die in der Hand des bonapartistischen Staatsmannes konzentriert blieb.
Ohne den Begriff zu verwenden, beschreibt Karl Marx in seiner Schrift Der achtzehnte Brumaire des Louis Bonaparte (1852) die Erscheinung des Bonapartismus. Er versteht sie als Verzicht der Bourgeoisie auf unmittelbare politische Herrschaft und politische Repräsentation zugunsten einer autoritären Herrschaft, die sie begünstigt und ihre „soziale Herrschaft“ stützt. Voraussetzung hierfür sei ein Kräftegleichgewicht zwischen Bourgeoisie und Proletariat, quasi ein Patt im Klassenkampf. Der bonapartistische Herrscher stütze sich soziologisch auf Deklassierte aller Klassen, z. B. das Lumpenproletariat oder die Masse der unpolitischen Kleinbauern, wodurch er in der Exekutive eine relative Unabhängigkeit von der Bourgeoisie erlange.
Lenin definierte den Bonapartismus wie folgt: „Die sich auf den Militärklüngel stützende Macht laviert zwischen den beiden sich feindlich gegenüberstehenden Klassen und Kräften, die sich gegenseitig mehr oder weniger die Waage halten.“
Typisch dafür sei auch die dreifache Bestätigung der Machtposition:
1. Wahl des Kaisers durch den Senat
2. plebiszitäre Elemente, Volksabstimmung d. h. Kaiser durch den Willen der Nation, auf Prestige abzielende imperialistische Außenpolitik zur Mobilisierung der Massen
3. Segen durch den Papst – als Gegenleistung schloss Napoleon I. ein Konkordat und Napoleon III. rettete den Kirchenstaat vor der italienischen Revolution

Auch nach dem Sturz des Zweiten Kaiserreichs gab es eine starke bonapartistische Bewegung in Frankreich, das sogenannte „Hoffen auf den Boulanger-Putsch“. Auch nach dem Ersten Weltkrieg existierte noch eine bonapartistische Fraktion im Französischen Parlament.
Der DDR-Historiker Ernst Engelberg charakterisierte auch die Herrschaft des deutschen Reichskanzlers Otto von Bismarck als bonapartistisch.
Während der Oktoberrevolution wurde der Begriff von Lenin auf die Kerenski-Regierung angewendet, später wurden im trotzkistischen Umfeld viele europäische Regierungen der Zwischenkriegszeit als bonapartistisch bezeichnet.
Wie weit die autoritären und faschistischen Regierungsformen des 20. Jahrhunderts mit dem Bonapartismus in Verbindung gebracht werden können, ist unter marxistischen Theoretikern umstritten. August Thalheimer betrachtete den Bonapartismus als Vorläufer des Faschismus.
Analog zum Beispiel Napoleons wird bisweilen die Person des römischen Diktators Gaius Julius Caesar gestellt; deshalb gibt es auch nur geringe Unterschiede zwischen dem Cäsarismus und dem Bonapartismus. Auch Caesar ließ sich nach seinem militärischen Sieg über seine innenpolitischen Gegner scheinbar vom Volk ausgehend schrittweise immer höhere Ehren antragen.